# Жалгизтал
Жалгизта́л (каз. Жалғызтал) — село у складі Аркалицької міської адміністрації Костанайської області Казахстану. Адміністративний центр та єдиний населений пункт Жалгизтальського сільського округу.
До 1993 року село називалось Ковильне.
Населення — 249 осіб (2021; 386 у 2009, 624 у 1999, 1180 у 1989).